# Ron Henley
Pour les articles homonymes, voir Henley.
Ron Henley est un joueur d'échecs américain né le 5 décembre 1956 à Houston. Il a le titre de  grand maître international depuis 1982.

## Carrière aux échecs
Ron Henley  finit premier ex æquo du tournoi de Budapest et de l'open du festival d'échecs de Bienne en 1981, puis premier, ex æquo avec Walter Browne, du tournoi toutes rondes de Surakarta en 1982 avec 17,5 points sur 25 (le tournoi avait 26 participants), devant entre autres les grands maîtres Sosonko, Christiansen, Kurajica, Miles, Hort, Ribli, Spassov, Hulak, Gheorghiu, Keene, battant Anthony Miles dans la dernière ronde. Ces succès lui permirent d'obtenir le titre de grand maître international en 1982.
Dans les années 1990, il travailla comme secondant et analyste pour Anatoli Karpov dans neuf de ses matchs pour les championnats du monde. Il a également travaillé avec Hikaru Nakamura à ses débuts (quand il avait 13 ans).

## Compétitions par équipe
Ron Henley a représenté les États-Unis lors du championnat du monde des étudiants en 1977 (marquant 4 points sur 7) et des championnats du monde par équipes de moins de 26 ans en 1978 (6,5 points sur 9 au troisième échiquier) et en 1981 (2,5 points sur 6 au troisième échiquier). L'équipe américaine finit à chaque fois quatrième de ces compétitions.

## Publications
- Karpov-Kasparov 1990: An Expert Analysis, 1991
- The Dragon! : A Sicilian Counterattack, 1993
- avec Anatoli Karpov : Elista Diaries: Karpov-Kamsky, Karpov-Anand, Anand Mexico City 2007 World Chess Championship Matches, 2007  (ISBN 0-923891-97-8)
- Archangel!: A Defense Against the Ruy Lopez, 1993  (ISBN 1-883358-01-9)
- The King's Indian Attack!, 1993  (ISBN 1-883358-02-7)
- The Spanish Exchange!  (ISBN 1-883358-08-6)
- The Dragon!: Powerplay, 1993  (ISBN 1-883358-06-X)
- The ChessBase University BlueBook Guide to Winning with The King's Indian Attack!  (ISBN 1-883358-00-0)
- Win Like Kasparov!: Learn To Play Chess Like Garry Kasparov, 2010
- Win Like Karpov!: Learn To Play Chess Like Anatoly Karpov, 2012
- World Champion Chess Tactics! Vol 1: Anderssen & Morphy Queen Sacrifices, 2011
- World Champion Chess Tactics! Vol 2: Steinitz, Chigorin & Blackburne Queen Sacrifices Vol 2, 2011
- Crushing White: The Dzindzi Indian! Volume 1, 2011  (ISBN 978-1-935979-01-2)
- Crushing White: The Sniper! Vol 2: An Easy To Learn Chess opening & Strategy, 2013